# 泉台 (神戸市)
泉台 (いずみだい) は神戸市北区の中に存在する地域名である。

## 解説
1丁目から7丁目まで存在する。郵便番号は651-1141である。
一般に言う住宅街で、神戸市立泉台小学校の校区である。
隣接する地域は、杉尾台、緑町、甲栄台、松宮台などが挙げられる。